# Miguel Badra
Miguel Badra é um bairro da cidade de Suzano, na Região Metropolitana de São Paulo, no estado de São Paulo.
O local apresenta potencial econômico favorável e visível crescimento habitacional . Sendo de fácil acesso à Rodovia Ayrton Senna e à cidade de São Paulo. Do alto do bairro tem-se uma visão privilegiada da Área de Preservação Ambiental (APA) do rio Tietê.

## História do Bairro
Localizado no extremo norte do município de Suzano, o bairro era uma Cháraca pertencente à Miguel Badra, por isso o nome do bairro, neste lugar se plantava laranja, pera e maçã. Hoje, existem no bairro por volta de 45.000 habitantes, entre estes muitos trabalham na capital paulista, vindos em sua grande maioria do nordeste do país ou do estado de Minas Gerais em busca de uma vida melhor. O Bairro apesar de estar dentro de zoneamento industrial é basicamente formado por residências, e ainda pode-se encontrar uma área preservada no lado oeste do bairro, na altura do número 2572 da avenida Miguel Badra, onde começa a APA - Área de Protenção Ambiental do Alto Tietê.

## Infra-estrutura
O bairro conta com praticamente todas as ruas pavimentadas, e com rede elétrica e de esgoto. Em relação à educação possui 3 Creches, 2 Escolas Municipais e 4 Escolas Estaduais. Na saúde abriga 2 unidades básicas de saúde. Ao todo três linhas de ônibus passam pelo bairro servindo à população.